# Birchwood (Wisconsin)
Pour les articles homonymes, voir Birchwood (homonymie).
Birchwood est un village du comté de Washburn, dans l'État du Wisconsin, aux États-Unis. En 2020, il comptait une population de 402 habitants.